# Port lotniczy Avu Avu
Port lotniczy Avu Avu (IATA: AVU, ICAO: AGGJ) – port lotniczy położony w Avu Avu, na wyspie Guadalcanal (Wyspy Salomona).